# Крашенинников, Михаил Иванович
Михаил Иванович Крашенинников (январь 1775, Серпухов, Московская губерния — 3 (15) января 1849, Москва) — московский купец, потомственный почётный гражданин, благотворитель.

## Биография
Родился в семье зажиточного серпуховского купца. Помимо него в семье было две дочери. Когда Михаилу Крашенинникову исполнилось четыре года, его отец умер, не оставив после себя никакого наследства, полностью разорившись. До 14 лет рос под присмотром матери в нужде и лишениях, затем был отпущен на заработки в Москву с семью копейками в кармане.
В Москве сначала поступил мальчиком в лавку Кирьякова, затем перешёл приказчиком к купцу Серикову в Холщевой ряд. Отличался большой аккуратностью и предприимчивостью, благодаря чему к 1802 году скопил небольшой капитал, на который открыл ткацкую фабрику. Дело быстро развивалось, фабрика стала работать напрямую с заграничными рынками, получая из-за рубежа сырьё — английскую пряжу — и отправляя обратно произведённые ткани. Это позволило Крашенинникову сколотить довольно крупное состояние и стать купцом второй гильдии.
В начале 1840-х годов из-за политических осложнений был запрещён ввоз в Российскую империю хлопка. Крашенинников к этому моменту скопил огромные запасы сырья для своего производства. Из-за дефицита цены на хлопок сильно поднялись, и Крашенинников выгодно распорядился имевшимися ресурсами, утроив своё состояние: оно достигло около 10 млн рублей.
В 1842 году начал постепенно отходить от дел, ограничиваясь только общим руководством делами и не принимая личного участия в сделках.
В 1848 году, из-за череды банкротств должников, Крашенинников потерял около 1,5 млн своего состояния, однако по его собственным словам, эта часть была значительно меньше того, чем он располагал.
Примерно в это же время Крашенинников начал очень много жертвовать на благотворительность. В течение 10 лет он создал в Москве и разослал в разные города, включая Рязань, Серпухов и Коломну, почти 2 млн рублей, которые предназначались для образования фондов помощи бедным невестам при выходе их замуж. Другим направлением его благотворительной деятельности было строительство училищ, богаделен и церквей.
В январе 1849 года Крашенинников скончался у себя дома в Москве. Отпевание провёл тогдашний московский митрополит Филарет в церкви Спаса Преображения в Наливках. Похороны прошли в Покровском монастыре, где покоилась первая жена Крашенинникова.
По завещанию Крашенинникова свыше 3 млн рублей было оставлено на образования фондов помощи бедным невестам во всех уездных городах Московской губернии и в некоторых городах соседних губерний. Чуть большая сумма была завещана наследникам купца.

## Личная жизнь и семья
В частной жизни отличался крайней простотой, умеренностью и замечательной аккуратностью. Михаил Петрович Погодин в «Москвитянине» описывает распорядок дня Крашенинникова:

Вставал в 5 часов и оставался до 8 часа в своей комнате на молитве, съедал потом кусок чёрного кислого хлеба, в 9 пил чай среди семейства, потом занимался перепискою, в 2 часа обедал, после обеда иногда по праздникам дремал несколько, в 3 отправлялся в город, где оставался до 6 или 7 часов, дома занимался несколько времени с приказчиками, и садился играть в карты, или выезжал в Купеческое собрание, особенно в молодости, где также проводил несколько времени. Спать не ложился никогда позднее одиннадцати часов. От этого порядка он не отступал никогда.

В 1845 году во время прогулки Крашенинников попал под лошадь.
Каменный дом Крашенинниковых располагался напротив церкви Иоанна Воина у Калужских ворот. 
Был дважды женат. Первая жена — купчиха Шевелкина, дочь юрьевского купца Василия Петровича Шевелкина. Свадьба состоялась около 1802 года. В 1817 году первая жена Крашенинникова скончалась.
Вторая жена — В. Д. Липинская, дочь почётного московского купца Данилы Семёновича Липинского.
Воспитал одного сына, Иону, и четырёх дочерей (одну от второго брака).
Иона Михайлович Крашенинников окончил коммерческое училище и, как и отец, стал купцом, переехав в Санкт-Петербург. Там же женился в 1834 году.
Одна из дочерей, Вера, в 1837 году вышла замуж за Фёдора Фёдоровича Пантелеева, старшего сына крупного московского текстильного фабриканта, владельца бумагопрядильной фабрики в Спасском-Лапине (в настоящее время — микрорайон Первомайский города Королёва). Вера Михайловна Пантелеева также была владелицей подмосковных сёл Гребнево, Щёлково, Ново, Назимиха, Слобода, Трубино, Фрязино и Чижево.
Другими зятьями Крашенинникова стали московские купцы Мошнин, Ефремов и Антонов.